# غلام (اسم)
غلام هو اسم علم مذكر من أصل عربي، ومعناه هو الفتى من ولادته إلى أن يطر شارب.

## شخصيات تحمل الاسم
- غلام أحمد القادياني (مؤسس الجماعة الأحمدية بقاديان في الهند، 13 فبراير 1835[3] – 26 مايو 1908[4][3][5])
- غلام أعظم (سياسي بنغلاديشي، 7 نوفمبر 1922 – 23 أكتوبر 2014)
- غلام إسحاق خان (20 يناير 1915 – 27 أكتوبر 2006)
- غلام حسين محسني إيجائي (سياسي إيراني، 29 سبتمبر 1956 – )
- غلام حسين مظلومي (لاعب كرة قدم إيراني، 13 يناير 1950 – 19 نوفمبر 2014)
- غلام رضا آغازاده (15 مارس 1949 – )
- غلام رضا بهلوي (ضابط إيراني، 15 مايو 1923 – 7 مايو 2017)
- غلام رضا رضائي (لاعب كرة قدم إيراني، 6 أغسطس 1984 – )
- غلام علي حداد عادل (سياسي إيراني، 4 مايو 1945 – )
- غلام مصطفى جاتوي (سياسي باكستاني، 14 أغسطس 1931 – 20 نوفمبر 2009)

## شخصيات خيالية تحمل الاسم
- غلام مينو

## وصلات خارجية
- موسوعة السلطان قابوس لأسماء العرب نسخة محفوظة 5 أبريل 2019 على موقع واي باك مشين.